# أحمد جعفري
أحمد جعفري (بالفارسية: احمد جعفری) هو لاعب كرة قدم إيراني. حضر احمد جعفري خلال مسيرته الرياضية في عدة فرق ومنها فريق باس حمدان لكرة القدم الإيراني.